# Sergio Raúl Vergara
Sergio Vergara (15 de diciembre de 1988, Paraguay) es un futbolista paraguayo. Juega de Lateral izquierdo y su actual equipo es el General Caballero de la Primera División de Paraguay.

## Trayectoria
Se inició en el fútbol en el Sport Primavera de Luque, posteriormente pasó al General Caballero Sport Club, pero luego estuvo 4 años alejado de las canchas, hasta que volvió para jugar por el Sportivo Luqueño, debutando en el año 2010.
El 4 de enero de 2013 firmó contrato con el Club Cerro Porteño, y se convirtió en nuevo jugador, a préstamo por un año, de dicho club. En el primer semestre del año tuvo muy poca participación debido a malos rendimientos (llegó a goles en contra más de una ocasión) y en el segundo semestre no jugó en el plantel principal.
En enero de 2014 vuelve al Sportivo Luqueño dueño de su pase.

## Selección nacional
Vergara fue convocado por el técnico Francisco Arce y debutó internacionalmente con la Selección de fútbol de Paraguay el 2 de septiembre del 2011, en el partido amistoso contra la Selección de fútbol de Panamá. El partido resultó a favor de Paraguay 0 - 2.

## Clubes
| Club              | País     | Año             |
| ----------------- | -------- | --------------- |
| Sp. Luqueño       | Paraguay | 2010 - 2012     |
| Cerro Porteño     | Paraguay | 2013            |
| Sp. Luqueño       | Paraguay | 2014            |
| Libertad          | Paraguay | 2015 - 2017     |
| Sp. Luqueño       | Paraguay | 2017 - 2018     |
| Olimpia           | Paraguay | 2018            |
| Deportivo Capiatá | Paraguay | 2019 - Presente |

### Participaciones en Copas Nacionales
| Copa               | País     | Resultado     | Partidos | Goles |
| ------------------ | -------- | ------------- | -------- | ----- |
| Copa Paraguay 2018 | Paraguay | Por confirmar | 0        | 0     |

## Palmarés

### Campeonatos nacionales
| Título          | Club          | País     | Año  |
| --------------- | ------------- | -------- | ---- |
| Torneo Clausura | Cerro Porteño | Paraguay | 2013 |
| Torneo Apertura | Libertad      | Paraguay | 2016 |
| Torneo Apertura | Libertad      | Paraguay | 2017 |
| Torneo Clausura | Olimpia       | Paraguay | 2018 |